# جون ستانلي بيرد
جون ستانلي بيرد (بالإنجليزية: John Stanley Beard)‏ هو عالم نبات أسترالي، ولد في 15 فبراير 1916، وتوفي في 17 فبراير 2011.